# Urzelina
Urzelina é uma freguesia portuguesa do município de Velas, com 13,67 km² de área e 896 habitantes (censo de 2021). A sua densidade populacional é 65,5 hab./km².
Tem o nome alternativo de São Mateus, o seu orago. A freguesia deriva o seu nome da abundância de urzela nas rochas do seu litoral, sendo um dos locais de onde mais se exportava aquele líquene tintureiro.

## História
Um dos acontecimentos mais marcantes para a história da Urzelina aconteceu no dia 1 de Maio de 1808 a quando de uma erupção vulcânica de grandes dimensões que destruiu grande parte da povoação e causou o medo e o pânico entre as suas gentes, este acontecimento que ficou conhecida pelo Vulcão da Urzelina, casou grandes estragos por toda a ilha e provocou grande fome entre as populações.
Da igreja que na altura a localidade possuía, aos nossos dias só chegou a torre da mesma, encastrada na rocha basáltica do mistério então formado, todo o resto do edifício ficou soterrado pelos materiais vulcânicos. O actual templo paroquial foi construído em 1822. A torre da antiga igreja paroquial ainda se encontra visível.
A actual freguesia da Urzelina foi lugar da freguesia das Manadas que foi elevado a paróquia por volta de 1647, localiza-se a 10 km da vila das Velas e a 6 km do Aeródromo de São Jorge. É uma freguesia bastante antiga dado que foi fundada em no século XV, data da chegada dos primeiros povoadores ao local.
Situa-se na costa voltada ao sul, oferecendo uma vista sobre a Ilha do Pico a 15 km de distância e da Ilha do Faial logo a seguir.
Foi edificada junto à costa, em terreno baixo, mesmo no sopé das montanhas centrais da ilha de São Jorge, encontra-se repleta de verde desde a orla costeira até ao cimo das serras.
É possuidora de pomares de laranja, famosos vinhedos e de um dos melhores portos de São Jorge.
Como referido o nome Urzelina é de origem botânica e no início da sua fundação chamava-se Urzelinha. Este nome, derivado da planta tintureira Urzela, planta que no passado foi muito exportada para a Flandres e para Inglaterra.
A planta em questão de nome cientifico Roccella tinctoria DC., foi muito utilizada na tinturaria pois desta planta extrai-se uma azul-violácea, que conforme a concentração permitia fazer vários tons. A maior parte das urzelas crescem nas rochas da beira-mar, havendo no entanto urzelas terrestres e de montanha.
Corria o ano de 1647, foi tomada a decisão de construir um porto nesta localidade, importante estrutura para a época que teve por função servir grande parte da ilha de São Jorge, até porque foi uma das primeiras estruturas portuárias a ser construída na ilha.
Esta freguesia apresenta um património construído bastante diferenciado entre si. Destacar-se entre ele, a Casa dos Moios que é uma construção setecentista, com interesse histórico e arquitectónico. O solar do maestro Francisco de Lacerda.
O património etnográfico da freguesia, bastante variado, encontra-se conservado no Centro de Exposição Rural, fundado por Amaro Azevedo e José Guilherme Teixeira Machado e instalado no Armazém da Laranja. Este património é composto por uma mostra de trajes e utensílios da lavoura da ilha e encontra-se aí de forma permanente.
Segundo uma referência de Manuel Viegas Guerreiro: "levanta-se um homem para o trabalho e aí estão todos os instrumentos do labor diário" que se apresenta em seus vários passos. Perto, o arcaico carro de bois, de eixo móvel, chiadeiro, cantador, para carregar a alfaia agrícola, o arado, a grade, a increpa, entre muitos outros.
E logo a velha atafona, a puxar por besta, para moer o cereal colhido. E o fabrico do pão com todas as voltas por que passa a farinha até em pão se cozer. E todas as fases da matança do porco e operações que se lhe seguem.
Para construção da casa estão os mestres serradores a serrar com serra braçal o tronco para o tabuado. E não falta o tear tradicional, conhecido em toda a Europa Mediterrânica, Índia e Extremo Oriente, e os instrumentos por que passam o linho e a lã até o alimentar: a roca, o fuso, a dobadoira, a cardadeira, o sarilho, a urdideira. Também ali está o alambique para a aguardente, sangue de cavadores, que a não podem dispensar, no duro e penoso revolver dos torrões. Tudo isto e muito mais”.
Este museu acaba por ser uma discrição fiel da vida de labor e vida dura de um trabalhador rural.
Nessa mesma freguesia existe um clube de futebol chamado Urzelinense.

## Demografia
A população registada nos censos foi:

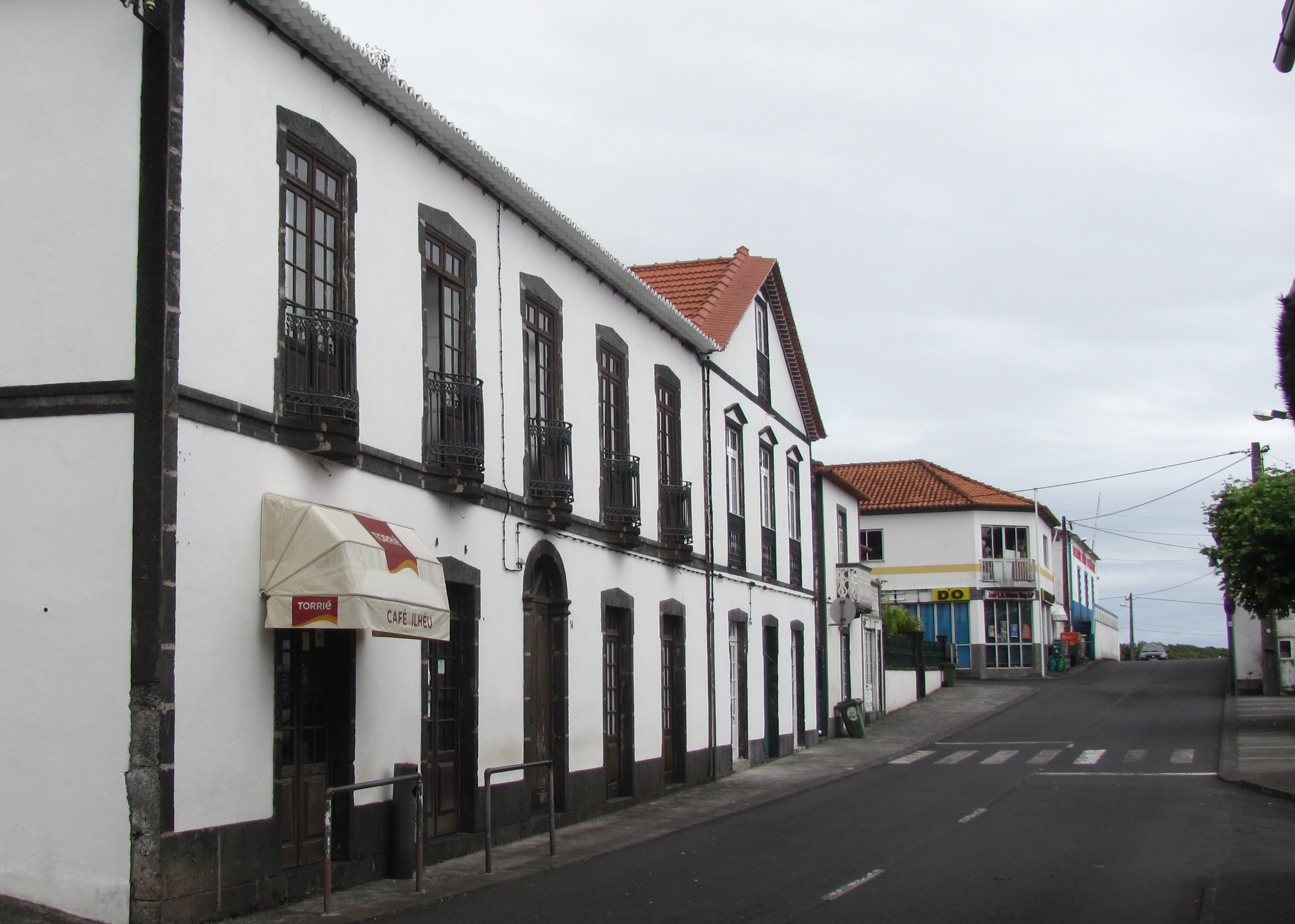
Rua Direita

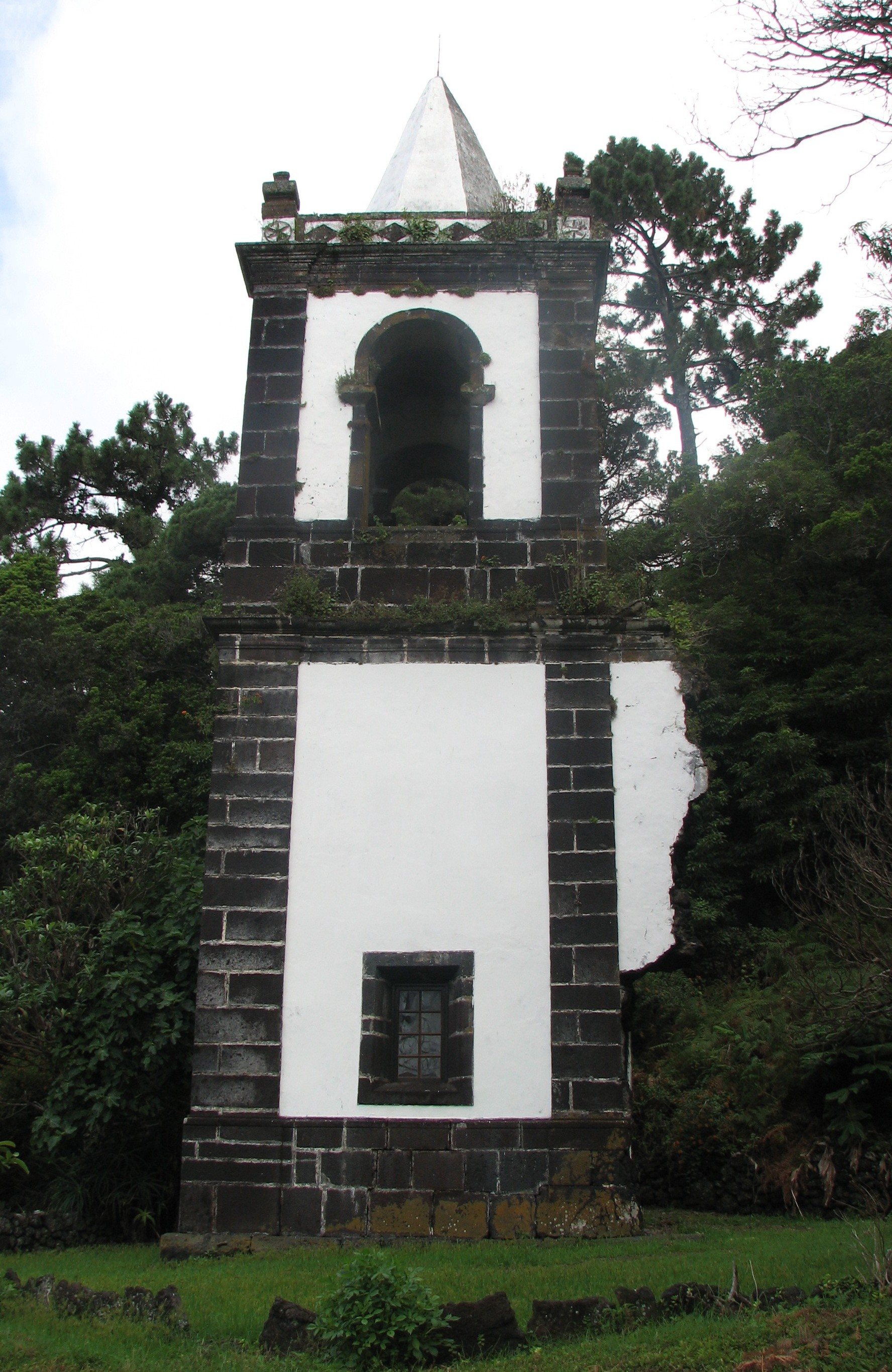
A velha torre sineira da Urzelina, o que resta da igreja destruída pela erupção.

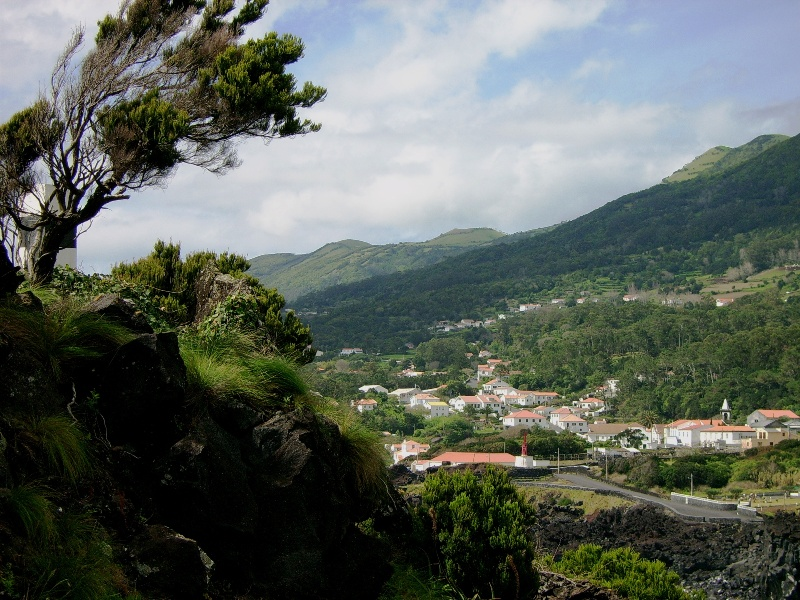
Vista parcial da Urzelina.

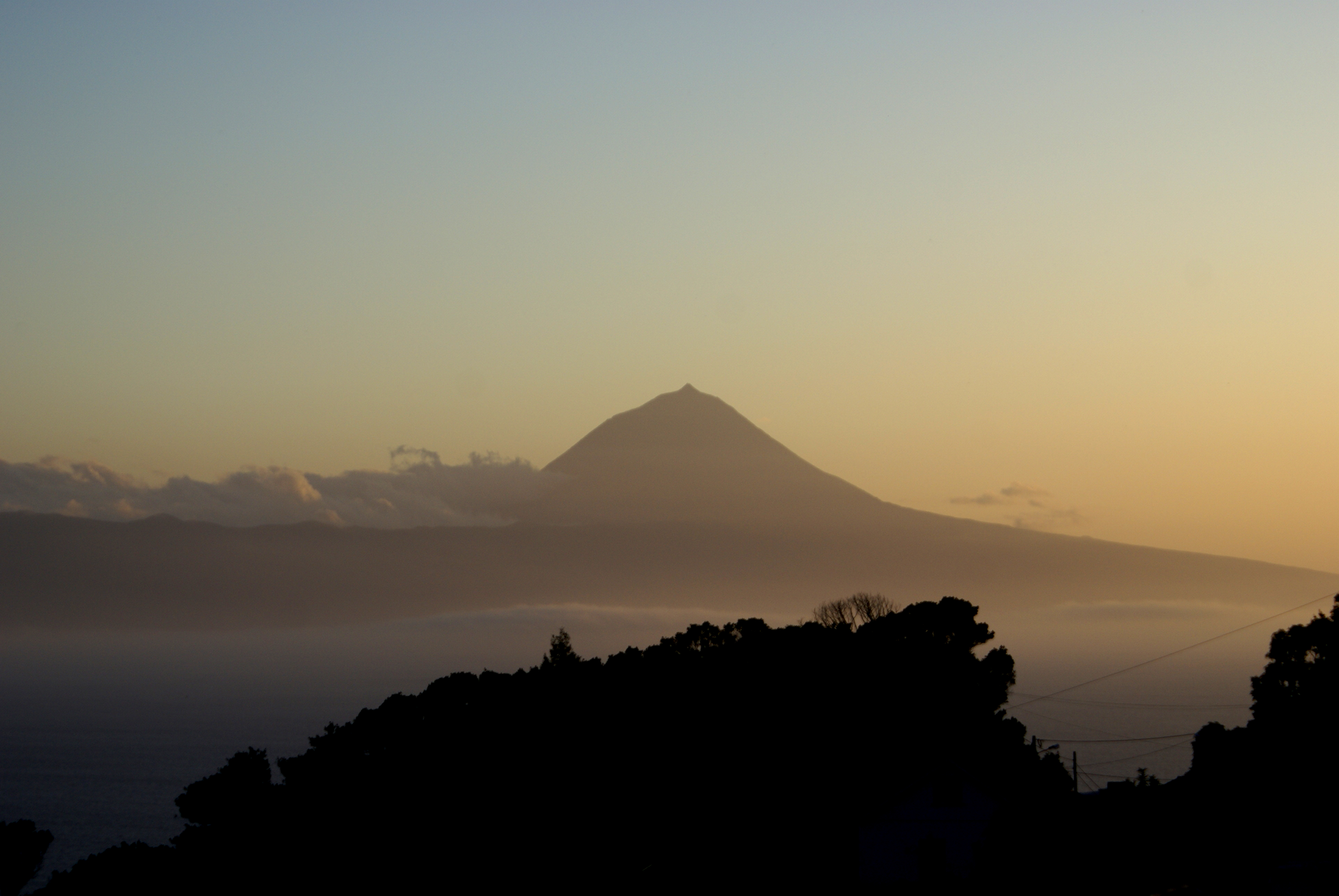
Montanha do Pico vista ao por do sol da Ribeira do Nabo, localidade da Urzelina.

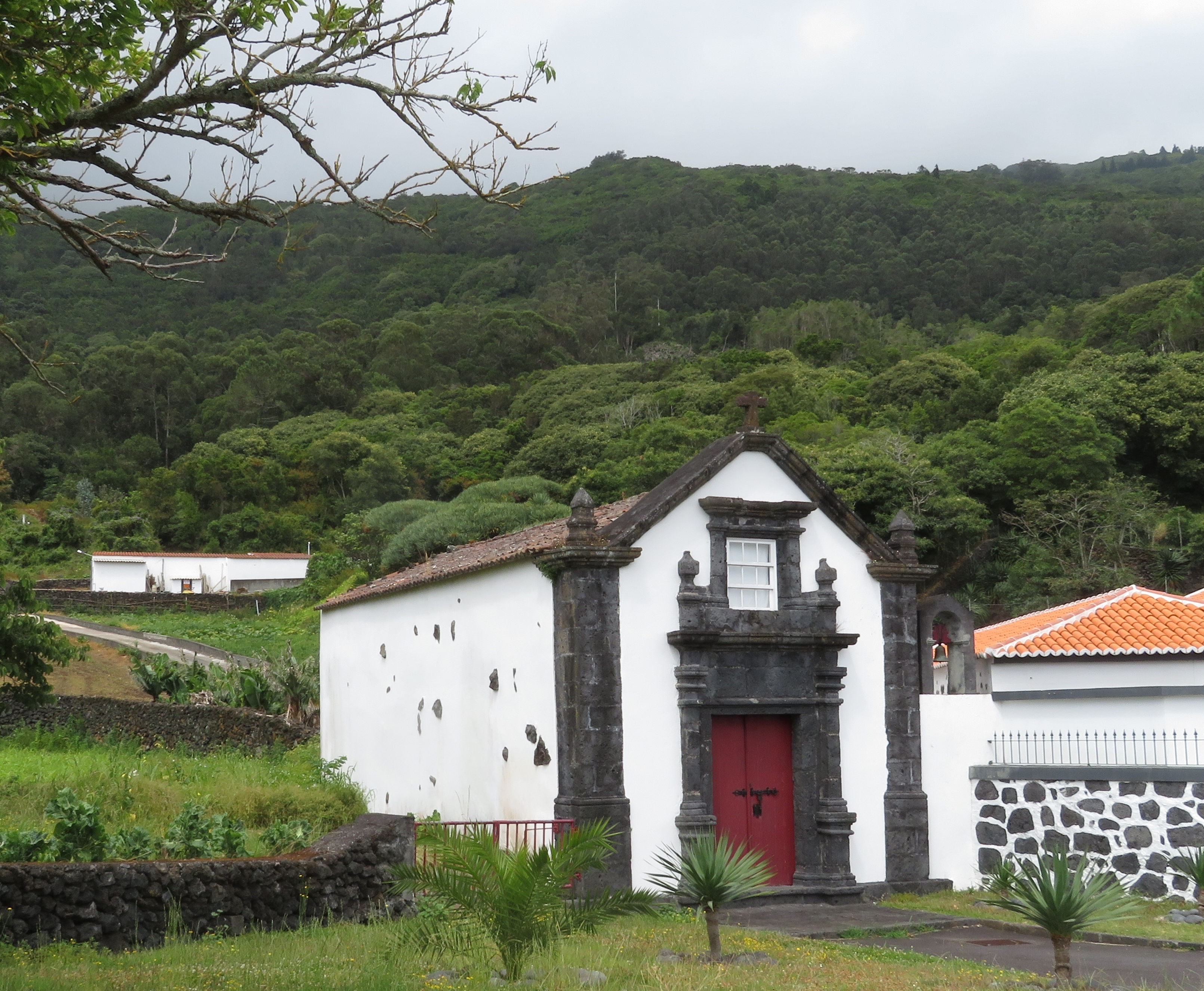
Ermida do Senhor Jesus da Boa Morte

| Distribuição da População por Grupos Etários | Distribuição da População por Grupos Etários | Distribuição da População por Grupos Etários | Distribuição da População por Grupos Etários | Distribuição da População por Grupos Etários |
| -------------------------------------------- | -------------------------------------------- | -------------------------------------------- | -------------------------------------------- | -------------------------------------------- |
| Ano                                          | 0-14 Anos                                    | 15-24 Anos                                   | 25-64 Anos                                   | > 65 Anos                                    |
| 2001                                         | 145                                          | 160                                          | 407                                          | 154                                          |
| 2011                                         | 148                                          | 101                                          | 501                                          | 152                                          |
| 2021                                         | 121                                          | 90                                           | 516                                          | 169                                          |

## Lenda da Urzelina
Segundo reza uma lenda, encontrava-se um dia no cimo da grande cordilheira, que atravessa a ilha de São Jorge de ponta a ponta, há muitos, muitos anos, o grandioso castelo do príncipe Romualdo. A sua corte faustosa entregava-se a festas e a banquetes e outras diversões, que causavam espanto na população trabalhadora.
Durante uma madrugada, a trombeta real ecoou através das montanhas, anunciando uma caçada que iria começar ao toque das Avé-Marias. Em frente ao palácio foram estacionando as seges, os cavalos, e vários criados de libré carregados com os apetrechos destinados à caça.
Os pobres e não muito bem tratados trabalhadores do campo já tinham começado mais um dia de labuta, quando o segundo toque de trombeta soou e a comitiva do príncipe partiu a galope, rindo de alegria ao galgar os montes. Os pombos torcazes voavam espantados pelos gritos de alegria, e Lina, amada do príncipe, serpenteando com o cavalo por entre as urzes e os rochedos em perseguição de alguns pombos que lhe fugiam, acabou por se afastar da comitiva.
Quando deram pela sua falta, abandonaram a caçada e foram procurar Lina por todo o lado, sem no entanto a encontrarem. Voltaram ao palácio, com a alegria a dar lugar ao desânimo e tristeza. O príncipe mandou fechar todas as portas, as festas e diversões e, durante as noites e dias seguintes, a sua voz soluçante gritava: "Lina! Lina!", enquanto corria como louco esfarrapado e desgrenhado por precipícios e ravinas à procura da amada.
Numa noite, quando voltava ao castelo, o príncipe Romualdo encontrou um quadro terrível. No fundo de uma profunda ravina, um cavalo morto esmagava com todo o seu peso a sua querida Lina. O príncipe, correndo, desceu o precipício, beijou o cadáver já em putrefacção da sua amada, e entre lágrimas cortou uma trança dos seus lindos cabelos louros. Apanhou um ramo de urze e aí enrolou a trança.
Voltou ao castelo, cheio de desalento. Como morto. Nunca mais quis saber de festas e os cortesãos começaram a chamar àquela planta "Urze de Lina".
Passado pouco tempo, o príncipe acabou por morre de desgosto e, com o correr dos anos e o esquecimento da corte que o adulava, a sepultura ficou completamente coberta de "Urze de Lina".
Em homenagem à dor do príncipe que Deus duramente castigara, chamou-se "Urze de Lina" e mais tarde por aglutinação "Urzelina" à povoação à beira-mar, onde faziam eco as atrocidades praticadas no castelo e onde vivia o povo que sofria a tirania dos cortesãos.
A corte aduladora, sem respeito pela morte do príncipe, redobrou as festas e a tirania ao povo, mas foi castigada. Deus, que vela pelos pobres, fez rebentar um vulcão nos alicerces do palácio, a lava soterrou toda a corte maldosa e destruiu tudo à volta, correndo até ao mar.

### Património construído
- Forte da Urzelina
- Armazém da Laranja
- Porto da Urzelina
- Igreja de São Mateus
- Ermida de Jesus, Maria, José
- Ermida de São José
- Império do Espírito Santo da Urzelina
- Ermida do Senhor Jesus da Boa Morte

### Património natural
- Baixa da Urzelina
- Vulcão da Urzelina
- Furna das Pombas
- Pico da Junça
- Pico das Caldeirinhas
- Pico do Pedro
- Pico do Carvão
- Trilho pedestre do Pico do Pedro à Fajã do Ouvidor